# Джон Мейтленд, 1-й граф Лодердейл
Джон Мейтленд, 1-й граф Лодердейл, 1-й виконт Лодердейл, 1-й виконт Мейтленд и лорд Тирлестейн и Болтон (англ. John Maitland, 1st Earl of Lauderdale; умер 18 января 1645 года) — шотландский дворянин и политик, председатель парламента Шотландии и Тайного совета, адвокат и судья, который встал на сторону парламентариев во время Гражданской войны.

## Биография жизнь
Сын сэра Джона Мейтленда, 1-го лорда Мейтленда из Тирлестейна (1537—1595), и Джин Флеминг (1553—1609), единственной дочери и наследницы Джеймса Флеминга, 4-го лорда Флеминга, и Барбары Гамильтон. Он был включен в состав Тайного совета Шотландии 20 июля 1615 года.
3 октября 1595 года после смерти своего отца Джон Мейтленд унаследовал титул 2-го лорда Мейтленда из Тирлестейна. 2 апреля 1616 года ему был пожалован титул 1-го виконта Лодердейла (Пэрство Шотландии).
Впоследствии он был назначен председателем Тайного совета и 5 июня 1618 года был назначен ординарным лордом сессии. В то время он был одним из уполномоченных по делам церковной собственности.
14 марта 1624 года в Уайтхолле, Лондон, он получил титулы 1-го графа Лодердейла, 1-го виконта Мейтленда и 1-го лорда Тирлестейна и Болтона.
Лорд Лодердейл был смещен со своего места на скамье 14 февраля 1626 года в результате решения короля Карла I о том, что ни один дворянин не должен занимать место обычного лорда, и вместо этого 1 июня был назначен одним из чрезвычайных лордов сессии, обычно зарезервированных короной для дворян или сановников церкви. Он оставался чрезвычайным лордом до 8 ноября 1628 года, а в следующем году был назначен одним из лордов Статей.
Несмотря на почести, щедро оказанные ему его монархом, после начала Гражданской войны в Англии граф Лодердейл присоединился к парламенту и работал в самых разных важных комиссиях.
4 июня 1644 года Джон Мейтленд был избран президентом парламента и вновь назначен 7 января следующего года. Он умер до 20 числа того же месяца и был похоронен в семейном склепе Мейтлендов в коллегиальной церкви Святой Марии в Хаддингтоне.
Поэтическую эпитафию над ним Уильяма Драммонда из Готорндена, а также эпитафию короля Якова VI над его отцом, канцлером, можно найти в книге пэров Джорджа Кроуфода.

## Брак и дети
Джон Мейтленд женился на леди Изабель Сетон (ум. ноябрь 1638), дочери Александра Сетона, 1-го графа Данфермлина, прославленной Артуром Джонстоном в его стихах. У них была большая семья, из которой только три сына и одна дочь пережили своих родителей.
- Джон Мейтленд, 1-й герцог Лодердейл (24 мая 1616 — 24 августа 1682), 1-я жена — леди Энн Хьюм, дочери Александра Хьюма, 1-го графа Хьюма; 2-я жена — Элизабет Мюррей, 2-я графиня Дайсарт.
- Чарльз Мейтленд, 3-й граф Лодердейл (ок. 1620 — 9 июня 1691). Был женат с 1652 года на Элизабет Лаудер.
- Достопочтенный Роберт Мейтленд (11 марта 1623 — 15 декабря 1658), лэрд из Лундина в Файфе. Женат с 1648 года на Маргарет Ланди, дочери Джона Ланди из Ланди
- Леди Джин Мейтленд (1612—1631).